# 30 Thorleifs-klassiker
30Thorleifs-klassiker är ett samlingsalbum av Thorleifs, släppt 1991.

## Låtlista
1. Drömmarnas tid är förbi (Mona Gustafson)
2. Lycklig vid din sida (T.Torstensson-Mikael Wendt-Christer Lundh)
3. Hemma igen (Olle Hallstedt-Mona Gustafson)
4. Spar dina tårar (Rose-Marie Stråhle)
5. Så jag tog gitarren (Tommy Gunnarsson-Elisabeth Lord)
6. The Great Pretender (Buck Ram)
7. Tjo och tjim (Mikael Wendt-Christer Lundh)
8. Det finaste av allt (Peter Åhs)
9. En gång men aldrig men aldrig mer (Mona Gustafson)
10. Tillsammans (för alltid) (Peter Åhs)
11. Ingen saknar mig imorgon (Per-Örjan Oden)
12. En dag i juni (Safe in My Garden) (John Philips-Britt Lindeborg)
13. Det kommer alltid nya vårar (Lars Sigfridsson)
14. En dans på bryggorna (Kent Olsson-Keith Almgren)
15. Gråt inga tårar (Åke Hallgren)
16. Rosor doftar alltid som mest när detskymmer (Tommy Gunnarsson-Elisabeth Lord)
17. Jag saknar dig (Jag savner dig) (T.Landager-J.Hatting-M.Forsberg)
18. Dina kärleksbrev (Lennart Clerwall)
19. Stadens ende speleman (Mikael Wendt-Christer Lundh)
20. Kärleken förändrar allt (Love change everything) (A.Lloyd-Webber-D.Black-C.Hart)
21. Jag minns ännu de orden (Mikael Wendt)
22. Aldrig, aldrig (J.C.Ericsson)
23. Sista kvällen (Hans Edler-Ragnar Dahlberg)
24. Vild och kär (Olle Hallstedt)
25. Vi såg tusen stjärnor (Mona Gustafson)
26. Schack och matt (Mikael Wendt-Christer Lundh)
27. Vi fann vägen tillbaka (Mona Gustafson)
28. Kärleken ska vinna (Tanz mit mir corinne) (J.Frankfurter-I.Holder-Per Hermansson)
29. Fem röda rosor (Mikael Wendt)
30. Halva mitt hjärta Lennart Clerwall